# Междуцарствие в Имеретии
Междуцарствие в Имеретии (1660—1720) — политические процессы, проходившие в Имеретинском царстве с 1660 по 1720-ые гг, повлекшие за собой феодальную анархию и распад государства с расцветом работорговли.

## Предыстория

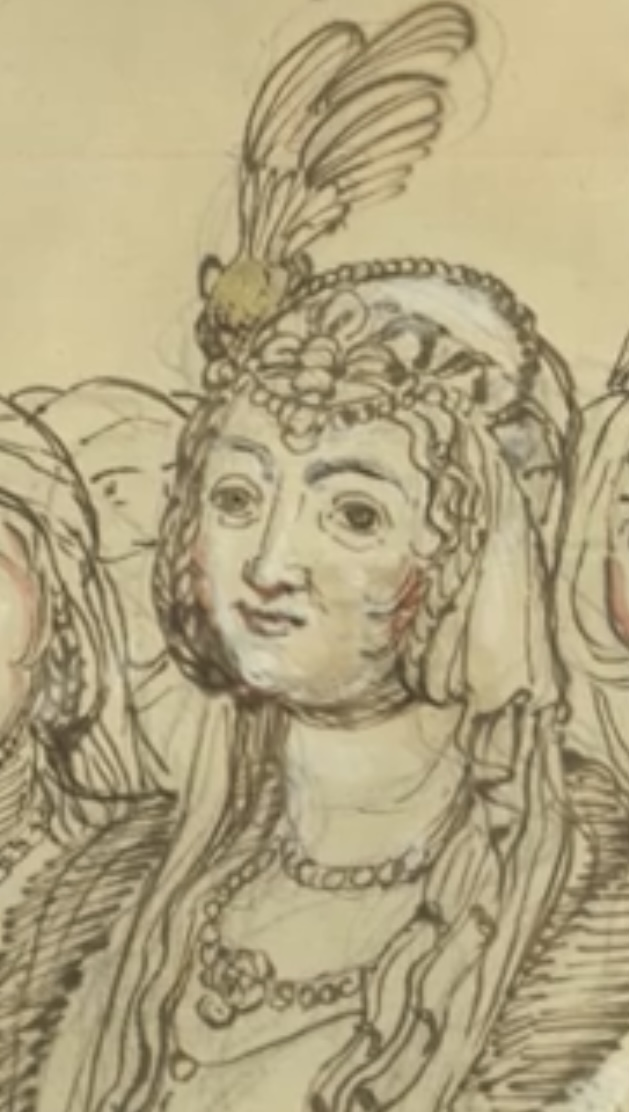
Царица Дареджан, политические игры которой привели к хаосу, длившемуся с 1660 по 1720 годы.

Имеретинское царство откололось от общегрузинского в 1463 году, и первым царем Имеретии стал её бывший эристави, Баграт, одолевший последнего грузинского царя Георгия VIII в битве при Чихори 1463 года.
Феодальные беспорядки стали частым явлением в этом государстве. Возникла практика торговли людьми.
Фактически предпосылкой к полной феодальной анархии, длившейся с 1660 по 1720-е гг, стала кончина имеретинского царя Александра III Багратиони.
Его супруга, Дареджан, дочь царя Кахетии Теймураза I, не захотела уступать власть прочим Багратионам. Дареджан свергла своего пасынка, царевича Баграта V и ослепила его. Он вошел в историю как Баграт V Слепой. Населению имеретинского царства переворот был недопустим, и они обратились за помощью к мтаварам Джакели из Самцхе, которые прибыли на помощь имеретинским феодалам для восстановления на трон Баграта.
Тем временем Дареджан привела к власти мелкопоместного дворянина, который выдавал себя за потомка рода Багратионов, Вахтанга Чучунашвили, и короновала его царем Имеретии.
В конечном итоге царица Дареджан и её супруг будут убиты при загадочных обстоятельствах в 1668 году. По сведениям французского путешественника Жана Шардена, за убийством царской четы стоял законный монарх Имеретии, Баграт Слепой.

По записям путешественника, визирь заманил Дареджан в свои покои, где она была зарезана. Вахтанга Чучунашвили стражники держали до прибытия Баграта, законного монарха, который собственной рукой неоднократно наносил удары узурпатору, восклицая: 
«Предатель, ты погасил мои глаза, я вырву твоё сердце!».

## Анархия

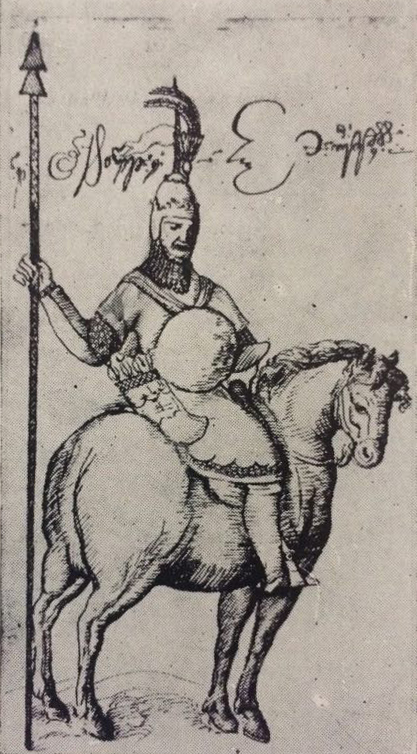
Князь Мамия III Гуриэли, царь Имеретии (1701—1702, 1711 и 1713—1714)

Престол Имеретии переходил из рук в руки, и многовековая традиция правления имеретинскими землями за родом Багратионов была прервана узурпаторами из родов Дадиани, Абашидзе и Гуриэли.
Князья перестали подчиняться центральной власти и стали переходить на сторону турок, поскольку те щедро платили за рабов.
Из известных представителей, правивших Имеретинским царством, из числа узурпаторов:
1. Вахтанг Чучунашвили, царь Имеретии (1660—1661, 1668);
2. Вамех III Дадиани, царь Имеретии (1661);
3. Георгий IV Гуриэли, царь Имеретии (1681—1683);
4. Георгий V Гочашвили, царь Имеретии (1696—1698);
5. Мамия III Великий Гуриэли, царь Имеретии (1701—1702, 1711 и 1713—1714);
6. Георгий VI Абашидзе, царь Имеретии (1702—1707);
7. Георгий VIII Гуриэли, царь Имеретии (1716, 1720).

## Работорговля
Работорговля была большой проблемой для имеретинских царей. Предавшие корону царя феодалы стали продавать своих подданных в рабство Османской империи.

Французский путешественник Жан Шарден, посетивший Мегрелию в последней четверти XVII века, писал, что страна «сильно обезлюдела, здесь не больше 20 000 жителей, тогда как не более чем тридцать лет назад в ней жило не меньше 80 000 человек»; причиной этого он прямо называл продажу князьями своих подданных в рабство туркам. 
«Три тысячи каждый год они привозят прямо в Константинополь, чтобы обменять на ткани, оружие и другие товары, которые доставляют в Мегрелию».
Такие порядки шокировали даже некоторых феодалов. Например, Теймураз I Кахетинский, пытаясь усовестить работорговцев, указывал, что князья Дадиани продают туркам от десяти до пятнадцати тысяч христианских мальчиков ежегодно, а князья Гуриели (владетели Гурии) — по меньшей мере двадцати тысяч человек, — и это, на его взгляд, уже чересчур.
Грузинская Церковь, к чести её, тоже не понимала, и 200 лет кряду святые отцы пытались принимать меры, чтобы ограничить если не торговлю людьми, то хотя бы продажу христиан иноверцам. Увы, те же 200 лет власть имущие отделывались от увещеваний пустыми бумажками. Лишь во второй трети XVIII века, когда Колхида уже почти обезлюдела, Соломон I, царь Имеретии, запретил работорговлю под страхом смертной казни.

### Попытки борьбы с работорговлей
Ввиду создавшегося положения по инициативе царя Соломона I в 1759 году в Кутаиси был созван собор. На нём присутствовали: католикос Виссарион Эристави, Чкондидский митрополит Гавриил Дадиани, Гаэнатский митрополит Иосиф Багратиони, Шемокмедский митрополит Николай Гуриели, Цагерский митрополит Григорий Дадиани, преосвященный Иосиф, Никорцминдский митрополит Николай, Джуматский митрополит Даниил, Хиноцминдский митрополит Михаил, Цаишский митрополит, Бедийский митрополит Максим Иашвили, а также грек-митрополит Герман. На соборе также присутствовали архимандриты и игумены монастырей, священники и диаконы.

Постановления собора, направленные против работорговли, были таковыми:

1. Открыть в Кутаиси упразднённую епископскую кафедру и избрать на неё епископом Максима Абашидзе.
2. Присвоившие церковные имения должны вернуть их Церкви.

Исполняя постановления этого собора, Рачинский князь Ростом Эристави возвратил церкви отобранную вотчину.

В 1761 году при Соломоне I в Кутаиси был вновь созван собор. На соборе присутствовали: католикос Виссарион, Гаэнатский митрополит Иосиф, Чкондидский митрополит Григорий, Кутаисский митрополит Максим, Шемокмедский митрополит Николай, Джуматский митрополит Даниил, Бедийский митрополит Максим, архиепископ Симеон из Иерусалима, настоятели монастырей, столпник Герман и светские лица. Участники собора постановили:

1. Возобновить упразднённую Хонскую епископскую кафедру и поставить на неё бывшего Мровского митрополита Иосифа Мачабели.
2. Узаконить то, чтобы в Хонской епархии в пользу Церкви и духовенства крестьяне платили столько, сколько платили в Кутаисской, Гаэнатской и Чкондидской епархиях.

В 1777 г. католикос Максим II Абашидзе созвал церковный собор, на котором снова была осуждена продажа рабов. Согласно решениям собора, правитель Гурии Георгий дал обещание: 
«Отлучённого вами, мы не будем принимать, и не будем иметь с ним общения, ни есть с ним, ни пить, и будем смотреть на него, как на бешеную собаку, и сколько будет возможно, постараемся вредить ему. И если обещание это нарушу, то да буду связан вами и вашим собором».
Нарушивших волю царя и католикоса отлучали от церкви и торжественно проклинали. Впрочем, это мало на кого подействовало: реально пресечь работорговлю смогли лишь русские власти.

### Более поздние сведения
Вахушти Багратиони спустя 30 лет также писал, что в период имеретинского междуцарствия, 
«были все развратными, клятвопреступниками, пленопродавцами, разбойниками, святотатцами и не только вельможи, но и простолюдины тоже совершали все, о чём было написано». 

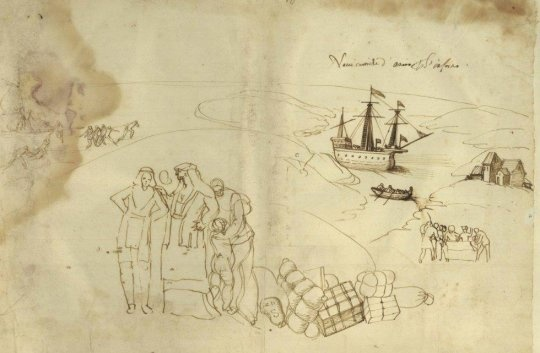
Рисунок дона Кристофоро де Кастелли. Невольничий рынок в западной Грузии, 17-й век.

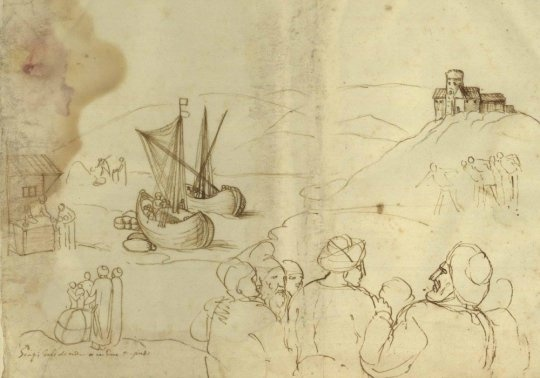
Рисунок дона Кристофоро де Кастелли. Невольничий рынок в западной Грузии, 17-й век.

Из записей католического миссионера и путешественника дона Кристофоро де Кастелли, становятся известны подробности практики торговли людьми:
«Корабль, полный детей, отправляется в ад». В одном из городов Гурии, который расположен на побережье Чёрного моря, турки чаще других приходят на большую площадь и покупают пленников-христиан. Многие тысячи душ уводятся. Ежегодно отбирают лучших животных. В этом городе у меня был неудачный период в жизни. Я оплакивал потерю многих душ из-за того, что эти бедные христиане подвергались нападениям в Турции. Однако Я оказал много милости для этих людей, и исцеляю их, даже когда они больны, и служу им в разных делах". 
Из другого письма:
«В этом приморском городе круглый год проводится публичная распродажа товаров: детей, мужчин и женщин всех возрастов. Отсюда плывут в Константинополь множество детей, проданных христианами туркам, души их детей и внуков потеряны навсегда. Здесь ребёнок продается престарелым отцом и матерью, и турки покупают их, чтобы приобщить эти души к своей вере. Отцы и матери продают своих детей, потому что они ценят деньги больше, чем собственную кровь».

## Последствия

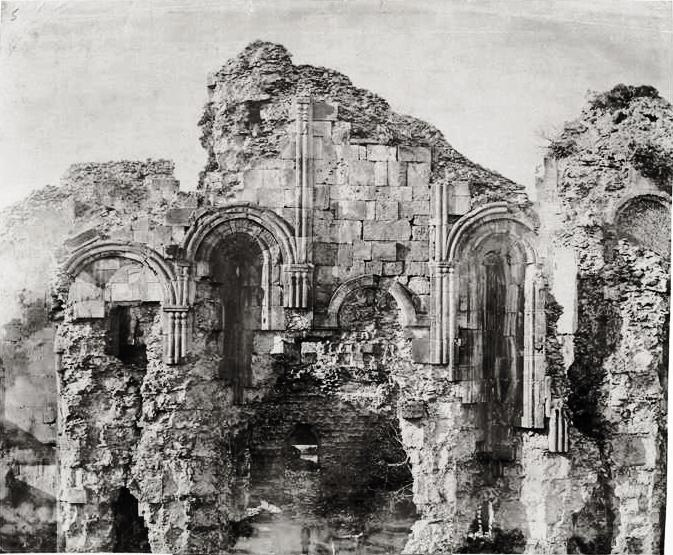
Руины собора Баграти. Во время нападения турок в 1691 году взрыв пороха разрушил кровлю и купол собора, впоследствии не восстанавливавшегося.

На фоне феодальных беспорядков князьям Дадиани в 1691 году удалось захватить Лечхуми и присвоить эту область к своему княжеству, а также несколько раз захватить царский престол в Имеретии.
В том же 1691 году собор Баграти был взорван турками.
В 1703 году турки захватили прибрежную полосу Чёрного моря, аннексировав Батуми и Анаклию.
Исчезли города Чихори и Чхари.
В 1789 году царём стал Соломон II. На его примере видно, на что была похожа Имеретия после 1720 года. Не было царского дворца, налогообложения, государственного аппарата. Царь перемещался по стране, питаясь тем, что давали ему люди. В 1802 году российских послов принимают уже не во дворце, а в лесном шалаше. При этом дворец физически существовал, но царь по какой-то причине им не пользовался.

## Хронология событий
1660 — смерть царя Имеретии Александра III. Начало имеретинского междуцарствия.
1660 — Дареджан захватывает власть в Имеретинском царстве после ослепления Баграта V и отказа её отца Теймураза стать царем Имеретии вместо него.
1660 — феодалы Нижней Имеретии пригласили Вамеха III Дадиани, эристава Мегрелии, а Верхней Имеретии — Вахтанга V, царя Картли вмешаться и свергнуть Дареджан и её третьего мужа. Вамех III взял в плен пару, ослепил Вахтанга и захватил престол Имеретии. Дареджан обратилась за помощью к Вахтангу V, царю Картли, предложив теперь уже разведённую племянницу Кетеван в жены царевичу Арчилу, сыну Вахтанга V, а ему самому трон Имеретии.
1661 — Вахтанг V вторгся в Верхнюю Имерети, и Имеретинское царство стало полем боя между правителями Картли и Мегрелии. Во время смуты Дареджан и её муж были взяты в заложники пашой Ахалцихе и помещены им под арест в Олтиси. Из плена Дареджан через племянника Эрекле, который находился в Москве, обратилась с просьбой к русскому царю вмешаться в события, происходившие в Имерети, но просьбы её остались без ответа.
1663 — по требованию турецкого султана картлийский царь Вахтанг V вынужден был вывести своего сына Арчила из Имеретии. Тогда имеретинские вельможи попросили царя Картли вернуть им на царство Баграта Слепого. Вахтанг освободил Баграта из заключения и прислал в Имеретию. В том же 1663 году Баграт Слепой вторично занял имеретинский царский престол. Паша Ахалцихе Аслан-паша с турецким войском двинулся в Имеретию, чтобы изгнать из столицы картлийского царевича Арчила.
1664 — узнав о воцарении Баграта Слепого, Аслан-паша вернулся в Ахалцихе. Князь Леван Дадиани отказался признавать царем Имеретии Баграта, который был зятем картлийского царя Шахнаваза. Леван Дадиани с войском вторгся в Имеретию. Царь Баграт со своим войском вышел ему навстречу. В битве князь Леван Дадиани потерпел поражение и был захвачен в плен. Баграт отобрал у князя Дадиани его жену Тамару и сам на ней женился. Баграт женил князя Левана Дадиани на своей сестре и отпустил его в Одиши.
1666 — крупный имеретинский мтавар Сехния Чхеидзе, недовольный правлением Баграта, вступил в тайные переговоры с ахалцихским пашой и привел в Имеретию турецкое войско. Чхеидзе тайно вступил в Кутаиси и занял городскую крепость, где оставил в столице турецкий гарнизон.
1667 — вельможа Бежан Лордкипанидзе захватил Кутаисскую крепость, перебил турецкий гарнизон и передал крепость царю Баграту.
1668 — царица Дереджан, мачеха Баграта Слепого, обещала ахалцихскому паше двадцать тысяч алтын, если он посадит её на царство в Имеретии. Осенью 1668 года ахалцихский паша Аслан-паша, взяв с собой царицу Дареджан и её мужа Вахтанга, с турецким войском вторгся в Имеретию. К нему присоединились со своими отрядами Дадиани, Гуриели и Чхеидзе. Имеретинский царь Баграт не смог сопротивляться и бежал в Картли. Турецкие захватчики разорили и опустошили Имеретию. Аслан-паша занял Кутаиси, где посадил на царство Дареджан и Вахтанга, и с богатой добычей вернулся в Ахалцихе. Дареджан и Вахтанг своим доверенным лицом сделали Хосию Лашхишвили, главу Лечхуми, и управляли Имеретией. В том же 1668 году Хосия в крепости Кутаиси умертвил царицу Дареджан. Её муж Вахтанг также был убит.
1669 — картлийский царь Шахнаваз прислал в Имеретию Баграта, который в третий раз был посажен на царский престол. Сехния Чхеидзе отказался признавать царем Баграта и хитростью захватил Кутаисскую крепость. В столице Имеретии был размещен турецкий гарнизон. Затем Сехния собрал войско, пригласил князя Левана Дадиани и выступил против Баграта Слепого. Имеретинский царь Баграт, собрав войско, в битве при Чхари разгромил мятежников. Сехния Чхеидзе потерпел поражение и был убит. Все его войско было перебито. Князь Леван Дадиани бежал в Одиши, а царь Баграт занял большую часть Имеретии.
1671 — князь Леван Дадиани собрал большое войско и вторгся в Имеретию. К нему присоединились многие имеретинские вельможи. Имеретинский царь Баграт отступил в Рачу, а Леван Дадиани встал в Гегути и стал разорять имеретинские земли. Баграт Слепой собрал войско в Рача-Лехчуми и выступил против Левана Дадиани. В битве при Гегути Леван Дадиани был разгромлен, а его воины перебиты. Сам Леван Дадиани пытался спастись бегством, но был схвачен и доставлен к Баграту. Баграт Слепой подчинил своей власти всю Имеретию и заставил своего зятя Левана Дадиани поклясться себе в верности. Гурийский князь Георгий Гуриели был недоволен правлением имеретинского царя Баграта и обратился за помощь к ахалцихскому паше. Георгий Гуриели просил пашу, чтобы тот отобрал жену у Баграта и донёс о неверности царя турецкому султану. Ахалцихский паша с турецким войском выступил в поход на Имеретию. Баграт, предупреждённый о турецком вторжении, заранее отправил свою жену Тамару в крепость Квара, а сам собрал войско.
1672 — в битве под столицей имеретинский царь Баграт Слепой потерпел поражение и был захвачен в турецкий плен. Баграт пообещал дать большую взятку ахалцихскому паше, если он оставит его на царстве. Ахалцихский паша взял взятку и вернул Баграта на царский престол. Взамен имеретинский царь Баграт отдал своего сына Александра в заложники ахалцихскому паше. Зимой Баграт собрал войско и выступил в карательный поход против князя Георгия Гуриели. Баграт опустошил и разорил Гурию. Георгий Гуриели не смог ему противиться.
1674 — имеретинский царь Баграт с войском прибыл под Кутаиси, захватил крепость и вывел оттуда турецкий гарнизон. Ахалцихский паша Аслан-паша отправил посла к Баграту, обещая прислать его сына Александра, если царь вернет ему Кутаисскую крепость.
1675 — По совету вельмож имеретинский царь Баграт вернул туркам-османам крепость в Кутаиси. Вскоре картлийский царевич Арчил и князь Георгий Гуриели, претендовавшие на Имеретию, прибыли в Ахалцихе, прося помощи у турецких властей.
1677 — Баграт смог переманить на свою сторону князя Георгия Гуриели, женив его на своей дочери Дареджан.
1678 — картлийский царевич Арчил пришёл в Имеретию и занял Сурами, откуда связался со многими имеретинскими вельможами, которые перешли на его сторону. В 1678 году Арчил был вторично посажен на царский престол в Кутаиси. Баграт Слепой бежал в Гурию, а царица Тамара осталась в крепости Сканда. Арчил занял Сканду и вернул Тамару князю Дадиани. Изгнанный имеретинский царь Баграт при поддержке князя Гуриели обратился за помощью к ахалцихскому паше Аслан-паше, который обещал оказать помощь. Турецкий султан отправил на помощь Баграту эрзурумского пашу с войском. Баграт и Гуриели присоединились к турецкому войску. Арчил собрал войско и стал готовиться к битве с турками-османами.
1679 — турки вторглись в Имеретию, многие имеры перешли от Арчила на сторону Баграта. Арчил бежал в Рачу. Турки бросились его преследовать. Турки заняли Рачу, сожгли и опустошили окрестности. Арчил прибыл в Кулбити. Эрзурумский паша приказал казнить Аслан-пашу, опустошил Имеретию, убивая и захватывая в плен мирное население. Баграт Слепой был в четвёртый раз посажен на имеретинский царский престол. Укрепившись на престоле, Баграт собрал войско и выступил против князя Левана Дадиани. В битве Леван Дадиани был разгромлен, Баграт отобрал у него свою жену Тамару и вторично женился на ней. Леван Дадиани заключил союз с князем Георгим Гуриели, отправил к нему в заложники своего сына Манучара, примирился с ним и захватил Одиши.
1680 — после смерти Левана Дадиани Георгий Гуриели умертвил его сына Манучара и безуспешно пытался захватить Мегрелию.
1681 — смерть царя Баграта V Слепого.
1681 — после смерти имеретинского царя Баграта Слепого имеретинские вельможи посадили на царский престол в Кутаиси князя Георгия Гуриели. В это время в Одиши был оставлен наместником Кация Чиковани. Он истребил многих знатных жителей и подчинил своей власти всё княжество Одиши. В княжество стали вторгаться абхазы, с которым князь Георгий успешно боролся.
1682 — картлийский царь Георгий XI отправил царевича Александра с дарами в Ахалцихе. Турецкий султан прислал Александру халат и саблю, пожаловал ему во владение Имеретию и приказал Юсуф-паше возвести его на царский престол.
1683 — ахалцихский паша с турецким войском вступил в Имеретию и посадил Александра IV на царство. Георгий Гуриели бежал из Кутаиси в Гурию. После смерти Кации Чиковани князь Георгий Гуриели женился на его жене и мачехе Георгия Липартиани, племяннице эристава Шошиты, и с их помощью пытался захватить вначале Одиши, а потом Имеретию.
1684 — имеретинские вельможи Георгий Липаритиани, Шошита Эристави и Бежан Лордкипанидзе отказались признавать царем Имеретии Александра Багратовича. Они объединились с гурийским князем Георгием Гуриели. В 1684 году они собрали войско и вторглись в Имеретию. Георгий Гуриели прибыл в Сачино, где соединился с Чиджавадзе, Липартиани, Эристави и Лордкипанидзе. На его стороне были Паата Абашидзе и Георгий Микеладзе. В битве при Рокити Александр нанес полное поражение мятежникам. Гурийский князь Георгий Гуриели и Шошота Эристави были убиты. Георгий Липаритиани бежал в Одиши. Все пленные гурийцы, мегрельцы и имеры были проданы в рабство.
1684 — князь Гурии Георгий Гуриели скончался, оставив двух сыновей.
1684 — после победы имеретинский царь Александр IV Багратиони утвердился на царском троне. Новым гурийским князем был назначен Малакия Гуриели, брат Георгия.
1685 — гурийский князь Кайхосро Гуриели был коварно приглашен в турецкий лагерь и убит. Турки посадили на княжение в Гурии Малакию Гуриели.
1686—1687 — имеретинский царь Александр убедился, что картлийский царь Георгий не хочет с ним породниться, решил заключить союз с новым царем Картли Ираклием. Александр потребовал от Папуны Эристави, чтобы он не давал приюта в своих владениях свергнутому картлийскому царю Георгию. Однако Папуна Эристави не стал исполнять царского приказа. Тогда Александр собрал войско и вторгся в Рачу, где к нему примкнули многие рачинцы и лечхумцы. Папуна Эристави укрепил свои замки и крепости, а сам вместе с царем Георгием ушел в Одиши. Имеретинский царь опустошили Рачу и двинулся на Джорджора. Папуна Эристави и Георгий не смогли устоять и укрылись в Глола. Царские войска взяли штурмом и сожгли Уцеру, вернулись и вторично выжгли в 1687 году Рачу. Однако после возвращения царя Александра в Имеретию Папуна Эристави вернул себе власть над Рачей. В это же время прибыл из России царь Арчил вместе со своими сыновьями Александром и Мамукой. Его пригласил младший брат Георгий. В Раче братья Георгий и Арчил встретились и предложили имеретинским вельможам посадить Арчила на царский престол. Многие имеретинцы обещали оказать поддержку Арчилу, который отправил посла к крымскому хану и турецкому султану. Цари Арчил и Георгий вместе с Папуной Эристави выступили из Рачи в поход на Имеретию.
1690 — турки-османы вступили в Имеретию и стали лагерем на Персатской горе. Они известили об этом царя Арчила, проживавшего в Дигори. Арчил прибыл в Рачу, где был встречен Папуной Эристави и рачинцами. Вместе с ними Арчил вступил в Имеретию и соединился с турецкой армией. Имеретинский царь Александр не смог противостоять и уехал в Картли, где царь Ираклий принял его с почестями. С турецким войском Арчил вступил в Кутаиси, где занял царский престол. Все имеретинские вельможи, кроме князя Георгия Абашидзе, подчинились его верховной власти.
1691 — имеретинский царь Арчил собрал большое войско и осадил Кутаисскую крепость, где находился турецкий гарнизон. Но из-за предательства Георгия Липартиани царь Арчил не смог взять крепость. Между тем царь Георгий в Руиси взял в плен царевичей Симона и Георгия, сыновей имеретинского царя, и передал их ксанскому Эристави Давиду. Александр отправился в Ахалцихе, где попросил помощи у турецких властей против Арчила.
1691 — ахалцихский паша с турецким войском вступил в Имеретию. Многие имеры перешли на сторону Александра. Арчил с небольшими силами ушел в Рачу, а оттуда в Картли. Турецкий паша вторично посадил Александра на имеретинский царский престол.

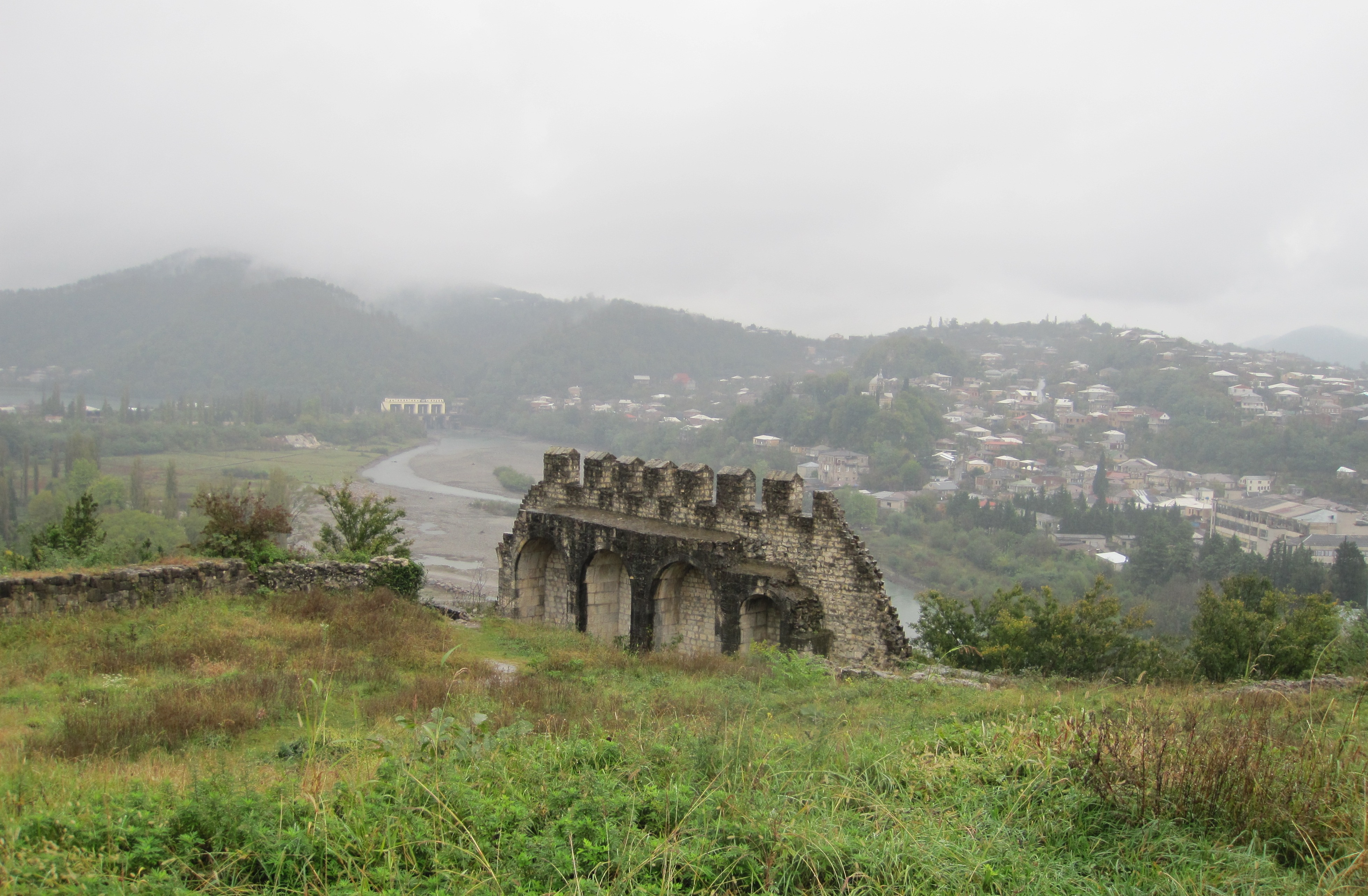
Руины собора Баграти.

1691 — турки разрушают собор Баграти.
1695 — имеретинские вельможи во главе с Папуной Эристави схватили царя Александра IV в Сканде и выслали в Сверскую обитель. Затем Александр был передан царю Георгию и привезен в Руиси, где его удавили.
1696 — крупные имеретинские вельможи Георгий Абашидзе и Георгий Липартиани, недовольные правлением царя Арчила, нашли в Одиши некого Георгия и нарекли его родственником царской династии Багратионов. Вельможи провозгласили его новым царем Имеретии. Георгий Гочашвили был вынужден жениться на Тамаре, дочери Георгия Абашидзе. Имеретинский царь Арчил был отстранен от власти и уехал в Двалети.
1698 — князь Георгий Абашидзе свергнул с престола своего зятя, Георгия V Гочашвили и вновь предложил Арчилу занять вакантный царский трон. Арчил снова отказался, но затем под давлением родственников должен был согласиться.
1699 — Селим-паша с турецким войском вступил в Имеретию. Многие знатные имеры стали переходить от Арчила на сторону Симона Багратиони. Осенью Арчил ушёл в Рача и своего племянника Вахтанга оставил там, ибо Кавказ был заснежен и с домочадцами он пройти не мог. Арчил прошёл по Лиахви, перешёл в Тагаури, перезимовал там и весной отправился в Россию.
1700 — ахалцихский паша Селим-паша занял Кутаиси и посадил Симона на царский престол в Имеретии, а сам вернулся в Ахалцихе. Новый имеретинский царь Симон женился на Анике, дочери Георгия Абашидзе. Вскоре Симон поссорился с царицей Тамарой, сестрой своей жены Аники Абашидзе. Многие имеретинцы сохраняли верность царице Тамаре. Симон бежал в Картли, а в Имеретии стал править Георгий Абашидзе, отец жены Симона. Гурийский князь Мамия Гуриели решил посадить на царский престол Симона и попросил ахалцихского пашу прислать его. По требованию паши картлийский царь Ираклий I (Назарали-хан) прислал царевича Симона в Ахалцихе. Оттуда Симон был доставлен в Гурию. Мамия Гуриели заставил Симона развестись со своей женой Аникой и жениться на своей сестре. Крупные имеретинские вельможи Абашидзе и Липартиани собрали войско в Сачилао, предложив князю Мамии Гуриели убить Симона и самому занять царский престол. Мамия Гуриели отказался сам убить царя и разрешил им это сделать.
1701 — наёмные убийцы умертвили имеретинского царя Симона, застрелив его из ружья.
1702 — Мамия Гуриели отказался от царского престола и уехал в Гурию. Имеретинский царь Георгий VII, враждовавший с Абашидзе, совершил карательный поход против Мамии Гуриели. Мамия Гуриели не смог отразить вражеское нападение. Георгий разорил Гурию и вернулся в Имеретию.
1703 — по доносу ахалцихского паши турецкий султан организовал большой карательный поход против Георгия Абашидзе, правившего в Имеретии.
1707 — заговорщики свергли с царского престола Георгия Абашидзе и провозгласили Георгия VII Багратиони новым царем Имеретии. Георгий потребовал от Абашидзе, чтобы тот отказался от всех царских земель и вернулся в свои владения. Георгий Абашидзе попытался через посредничество католикоса примириться с царем, но ничего не смог сделать. Имеры стали переходить от Георгия Абашидзе на сторону царя Георгия. Абашидзе призвал на помощь Георгия Липартиани, который с войском прибыл в Ваке, где соединился с Абашидзе. Имеретинский царь Георгий с войском находился в Кутаиси. В это время сыновья Липартиани предали своего отца и перешли на сторону имеретинского царя Георгия. Зураб, Симон и Вахушти Абашидзе, племянники Георгия Абашидзе, также предали своего дядю и перешли на сторону царя Георгия. Имеретинский царь Георгий выступил из Кутаиси в поход против мятежников. Царь осадил крепость Кацхи, которую занимал Георгий Абашидзе. Рачинский эристави Шошота с войском по совету Липартиани перешел на сторону князя Георгия Абашидзе. Союзники расположились в Парцханаканеви, где стали ждать прибытия Георгия Абашидзе. Имеретинский царь Георгий с войском решил не дать врагам соединиться и немедленно двинулся на Георгия Липартиани и Шошоту Эристави.
1709 — в ожесточенной битве мятежники были разгромлены. Узнав об этом, Георгий Абашидзе отступил и укрылся в крепости Свери. Имеретинский царь Георгий вторично осадил крепость Кацхи, которую вскоре ему сдал Паата Абашидзе, сын Георгия Абашидзе. Царь нарушил своё слово, продал всех жителей в рабство и сам занял крепость. Затем царь двинулся против самого Георгия Абашидзе, стоявшего в Свери, но не смог взять штурмом эту крепость и отступил. Имеретинский царь Георгий собрал войска и двинулся в поход на область Рачу, чтобы захватить и подчинить её своей власти. Царь осадил крепость Хотеви, но не смог её взять штурмом и вернулся в Имеретию. После этого царь отправился в поход на крепость Навардзети, принадлежавшую Абашидзе. Во время осады крепости Кация и Бежан Липаритиани посоветовали имеретинскому царю Георгию выступить против их отца и захватить Одиши.
1711 — имеретинский царь Георгий VII примирился с Георгием Липартиани, собрал войском и вместе с отрядами Липартиани вторгся в Рачу, опустошив эту область. Из-за новой измены Липартиани царь Георгий вынужден был отступить из Рачи в Имеретию.
1711 — князья Георгий Липартиани, Шошота Эристави, Бежан Липартиани и Зураб Абашидзе посадили на царский престол в Имеретии князя Мамию Гуриели. Царь Георгий VII бежал из Имеретии в Картли, где в Гори был с почестями принят картлийским царем Вахтангом VI. Здесь же находился и Георгий Абашидзе. Мамия Гуриели, заняв имеретинский царский трон, назначил своего сына Георгия новым князем Гурии, развелся со своей женой Еленой Абашидзе и женился на Тамаре, сестре Шошоты Эристави. Царь Георгий потребовал от царя Картли Вахтанга выдать ему Абашидзе, который был его кровным врагом. Тогда Вахтанг примирил их и отправил Георгия Абашидзе в Имеретию. Царь Георгий удалился из Картли в Самцхе, где был принял атабегом Исак-пашой, который обещал оказать ему военную помощь. Между тем Зураб Абашидзе поссорился с царем Мамией Гуриели и бежал в турецкие владения. Здесь он встретился с царем Георгием и предложил ему вернуться в Имеретию. Они связались с Бежаном Липартиани, правителем Лечхуми, который обещал им помочь. Летом царь Георгий с Зурабом Абашидзе из Ахалцихе прибыли в Аргвети, а оттуда пришли в Лечхуми. Здесь с ними соединился Бежан Липаритиани с лечхумцами. Имеретинский царь Георгий двинулся на Аргвети. Между тем Мамия Гуриели с войском выступил из Кутаиси на Аргвети. С ним был Шошота Эристави, имеры и гурийцы.
1712 — в битве при Чхари царь Георгий одержал победу над Мамией Гуриели, который потерял много воинов и бежал в Рачу.
1712 — Георгий VII Багратиони вторично занял имеретинский царский престол. Все пленные гурийцы были проданы туркам в рабство. Георгий Абашидзе из Свери прибыл в Картли. Имеретинский царь Георгий, узнав об этом, осадил Свери, но не смог взять крепость. Но Зураб Абашидзе подкупил защитников и сам занял Свери. Мамия Гуриели в Кцхиванвали был встречен Бакаром, сыном картлийского царя Вахтанга, и препровождён в Гори. Мамия Гуриели получил проводников и прибыл в Джавахети к своему зятю Асан-паше, а оттуда вернулся в Гурию. Осенью Георгий Абашидзе прибыл в Рача.
1713 — вельможи Гуриели, Дадиани, Абашидзе и Эристави собрали свои силы и в ноябре пришли к Окрибу. Имеретинский царь Георгий VII вместе с Зурабом Абашидзе находился тогда в Кутаиси. В сражении с мятежниками царь Георгий потерпел поражение и бежал в Картли. Мамия Гуриели вновь захватил царский трон в Имеретии. Картлийский царь с почестями принял изгнанного царя Георгия в Тбилиси. Вскоре из Картли Георгий уехал в Ахалцихе, прося военной помощи у Исаак-паши против мятежных вельмож.
1714 — имеретинский царь Мамия Гуриели скончался, его сын Георгий Гуриели стал новым князем Гурии. Весной того же 1714 году Георгий VII вернулся в Имеретию и занял царский трон. Георгий прибыл в Рача, где женился на сестре Шошоты Эристави, вдове Мамии Гуриели. Затем Георгий вернулся в Имеретию и укрепил союз с князьями Дадиани и Гуриели. Вельможи Бежан Липартиани и Зураб Абашидзе отказались признавать верховную власть Георгия и стали совершать набеги на царские владения. Вскоре на сторону мятежников перешел Паата Пхеидзе. В ответ царь Георгий с войском осадил его крепость Сацире, но не смог её взять и отступил в Гегути. Бежан Липартиани предложил царю 4000 алтын, чтобы он изгнал его отца Георгия Липартиани из Одиши и посадил его на место отца. Имеретинский царь Георгий, собрав войско, вместе с Бежаном и Зурабом выступил против Георгия Липартиани.
1715 — имеретинский царь Георгий посадил Бежана Липартиани на княжение в Одиши, хотя остальные крепости ещё оставались за его отцом Георгием Липартиани. Затем царь поссорился с Бежаном Липартиани и Зурабом Абашидзе, призвал эристава и имеров, выступил в поход на Одиши, посадил на княжение Георгия Липартиани и вернулся в Имеретию. Вскоре царь Георгий VII пригласил Георгия Липартиани в Гегути, где договорился с ним о походе против его сына Бежана Липартиани. Однако Бежан смог коварно заманить отца в ловушку, схватил его и заключил в темницу. Бежан Липартиани захватил Одиши, схватил и истребил сторонников своего отца. А царь Георгий вместе с Эристави напал на Зураба Абашидзе, разорил его вотчину и ушел.
1716 — имеретинские князья (мтавары) Бежан Дадиани и Зураб Абашидзе обратились к ахалцихскому паше Аслану, прося его за большую взятку свергнуть царя Георгия VII и посадить на царский престол гурийского князя Георгия Гуриели, сына Мамии Гуриели. Аслан-паша согласился помочь и с турецким войском вторгся в Имеретию. Имеретинский царь собрал своё войско, но не смог противостоять превосходящим силам турецкой армии. Князья Бежан Дадиани и Зураб Абашидзе встретили пашу и служили ему проводниками. Царь Георгий VII отступил из столицы в Рача. Турки-османы расположились в Квацихе, где простояли один месяц, собираясь преследовать царя, но затем отступили в Кутаиси. Между тем царь Георгий с войском выступил из Рача и прибыл в Свимонети. Ахалцихский паша с армией двинулся против царя и разгромил его в Свимонети. Георгий, потеряв убитыми много воинов, бежал в Картли. После победы ахалцихский паша вернулся в Кутаиси. Князья Бежан Дадиани и Зураб Абашидзе совершили нападение на владения царицы Родам в Сванетии. Ахалцихский паша посадил на царский престол в Кутаиси гурийского князя Георгия Гуриели, но он занимал трон только три месяца. Новый имеретинский царь Георгий Гуриели не пользовался поддержкой населения и вскоре уехал в Гурию. Князья Абашидзе, Дадиани и Эристави разделили между собой все царство.
1717 — имеретинский царь Георгий VII в 1717 году отправился в Стамбул.

царь Имеретии, Александр V

1719 — имеретинский царь Георгий VII вернулся из Стамбула в Ахалцихе. Ахалцихский паша Исак по приказу султана предоставил ему своё войско. В августе царь Георгий с турецкой армией вступил в Имеретию и занял столицу — Кутаиси. Вельможи Дадиани, Эристави и Абашидзе расположились в Окрибе. Царь Георгий VII потребовал, чтобы они признали его царскую власть, но они отказались. Тогда царь Георгий с турками выступил против мятежных мтаваров, которые обратились в бегство. Князья Дадиани и Абашидзе ушли в Одиши, а их союзник Эристави — в Рача. Турки-османы перебили многих их воинов, разорили Окриба, разрушили замки. Оттуда царь Георгий с турками вторгся в Одиши, владение князя Дадиани, и разорил его. Дадиани преподнес большие дары туркам и убедил их покинуть Одиши. Царь Георгий вернулся в Кутаиси, заключил мир с мятежными князьями и отпустил турок.
1720 — имеретинские мтавары Дадиани, Абашидзе и Эристави составили заговор против царя Георгия VII. К царю отправился князь Симон Абашидзе, который должен был его убить. В апреле Симон Абашидзе пригласил Георгия VII к себе на пир, во время которого царь был убит. Его приверженцы, сопровождавшие царя, были схвачены в плен и проданы в рабство.
1720 — воцарение Александра V Багратиони. Конец имеретинского междуцарствия.

## В массовой культуре
- «Он убивать не хотел» (1966) — в киноленте показан пример работорговли князьями Дадиани.
- «Мамлюк» (1958) — 1759 год. Царство Имеретия. Царь Соломон I издаёт указ о запрещении работорговли. Каждый должен ловить и ослеплять обнаруженных работорговцев, иначе сам будет казнён. Грузия второй половины XVIII века разорена бесчисленными нашествиями внешних врагов и раздроблена на несколько отдельных царств. Крепости на побережье Чёрного моря стали центрами продажи пленников. Грузинские князья и дворяне похищают детей у крестьян и продают их чужеземным купцам, а те увозят их за море, на невольничьи рынки.